# Joseph Lyons
Joseph Aloysius Lyons (15 de septiembre de 1879 - 7 de abril de 1939), político australiano, décimo primer ministro de Australia, nacido en Stanley, Tasmania, hijo de inmigrantes irlandeses.

## Inicio en la vida política
Con nueve años abandonó el colegio para dedicarse a trabajar como mensajero, pero gracias a la ayuda de sus dos tías, tuvo la oportunidad de finalizar su educación y acabó siendo maestro. También tomó parte activa en el Partido Laborista en Tasmania.
En 1909, Lyons fue elegido para la Tasmanian House of Assembly. De 1914 a 1916 fue tesorero y Ministro de Educación y Ferrocarriles en la legislatura de John Earle. Como Ministro de Educación, realizó varias reformas, incluyendo mejoras para las condiciones de los maestros.
En 1915 se casó con Enid Burnell, una profesora de 18 años. Durante el resto de su vida, su mujer haría una gran influencia en sus decisiones. Tuvieron once hijos.
Cuando en 1916, durante la Primera Guerra Mundial, el servicio militar obligatorio fue abolido, Earle y una gran cantidad de miembros del partido laborista lo abandonaron como protesta a esta decisión. Lyons, como la gran mayoría de irlandeses, estaba en contra del servicio militar obligatorio, así que decidió quedarse convirtiéndose en jefe del partido laborista en Tasmania.

## Política en Tasmania
Lideró la oposición laborista en el Parlamento de Tasmania hasta que en 1923 se convirtió en Premier liderando una minoría del Partido. Continuó trabajando hasta 1928 y sirvió también como tesorero durante el periodo completo de su vida como Premier. El gobierno de Lyon era cauteloso y pragmático, estableciendo buenas relaciones con los trabajadores y con el gobierno conservador de Canberra, aunque recibió críticas de unionistas dentro de su propio partido. En 1928, el Partido Laborista perdió las elecciones en favor del Partido Nacionalista.

## Política nacional
En 1929, Lyons entró en las políticas federales consiguiendo el puesto de Postmaster-General y Ministro de Trabajo y Ferrocarriles.
Cuando llegó la Depresión en 1930, Lyons anunció su plan de reconstrucción insistiendo en la necesidad de mantener una economía equilibrada y en realizar recortes presupuestarios, aunque advirtiendo una bajada en los intereses y prometiendo mayores créditos para la industria.
Su economía conservadora le acercó a los trabajadores que le apoyaron, pero hizo enfadar a una gran cantidad de miembros laboristas que prefería aumentar el déficit para estimular la economía y se horrorizaron de algunas de la propuestas de Lyons. Estas y otras razones hicieron que Lyons se pasara al bando conservador tomando el liderazgo.
Cuando Scullin regresó en enero de 1931 y denegó algún cargo a Lyons, éste se fue a los bancos de la oposición: al Partido Nacionalista. 5 disidentes del partido laborista y 3 disidentes del conservador fundaron un nuevo partido: el Partido Unido de Australia, aunque en el fondo era el Partido Nacionalista con otro nombre.
Lyons fue elegido líder del partido y de ese modo también de la oposición. En marzo, casi al mismo tiempo en que Lyons se pasaba a la oposición, algunos miembros del partido laborista lo abandonaron también. Ahora el partido laborista no tenía mayoría en la House of Representatives.
Más tarde, en ese mismo año, se forzó a realizar unas elecciones anticipadas. En diciembre de 1931, los votos daban la victoria al Partido Unido de Australia. Lyons se convirtió en el tercer primer ministro ex laborista.
El PUA (Partido Unido Australia) tenía lo suficiente en el parlamento como para gobernar sólo bajo el mandato de Lyon. Después de las elecciones de 1934, gobernó en la coalición conservadora con el Partido del País. Hasta 1935, Lyons trabajó como tesorero y como primer ministro.
En 1937, el partido ganó las elecciones por tercera vez consecutiva, pero la vista de la guerra a la vuelta de la esquina ante el carácter pacifista de Lyons hicieron que su popularidad bajara. El 7 de abril de 1939, Lyons murió repentinamente de un ataque al corazón con 59 años.

## Política exterior
En política exterior, Lyons apoyó al Reino Unido, aunque criticándole suavemente. Fue un gran seguidor de la Liga de Naciones. Trató de suavizar las relaciones con Alemania, Italia y Japón para evitar la guerra e hizo reformas en el ejército.
- Datos: Q370966
- Multimedia: Joseph Lyons / Q370966